# 五代俊介
五代 俊介（ごだい しゅんすけ、1948年7月9日 - ）は、日本の俳優。
鹿児島県出身。身長172cm。体重73kg。血液型B型。デビューのきっかけは劇団文学座入団。エスプレイング所属。
趣味はゴルフ、カラオケ、植物鑑賞、演劇鑑賞、散策。特技は合気道、鹿児島弁指導、居合道。

## 出演

### テレビ
- ウルトラマン80 第19話「はぐれ星爆破命令」（1980年） - 記者
- 走れ!熱血刑事 第12話「俺は、弁慶だ!」（1981年、テレビ朝日 / 勝プロ） - 東日商事・吉沢
- 大戦隊ゴーグルファイブ 第16話「レッド! 危機一髪」（1982年） - 医師
- 宇宙刑事シャリバン 第43話「母と子の愛の涙が天国への道に流れる」（1984年） - 医者
- 地獄の左門十手無頼帖 「声を盗まれた娘」（1984年、フジテレビ） - 水上波之助
- 大地の子
- ニュードキュメンタリードラマ昭和 松本清張事件にせまる 第13・14・15回

### CM
- 公共広告機構（現 ACジャパン）　食卓コミュニケーション（1983年）
- JR東日本
- エステー化学（現 エステー）
- 京セラミタ
- 白木屋
- ソニー　サイバーショット（2007年）
- ダノンジャパン

### スチル
- NTT東日本
- NTTドコモ
- JR東海EXPRESS
- 大塚商会

### 舞台
- 花へんろ
- ハムレット